# Zona Central de São Paulo
Chama-se comumente Zona Central de São Paulo (ou simplesmente Centro de São Paulo) a região administrada pela Subprefeitura da Sé, que engloba os distritos da Bela Vista, Bom Retiro, Cambuci, Consolação, Liberdade, República, Sé e Santa Cecília.
Não deve ser confundida com a região conhecida como centro expandido, utilizada eventualmente pela prefeitura do município em ações de planejamento urbano, a qual engloba também partes das subprefeituras da Mooca, Lapa, Pinheiros, Vila Mariana e Ipiranga, ou com o Centro Histórico de São Paulo, que engloba apenas a parte mais antiga da região central.

## Definição

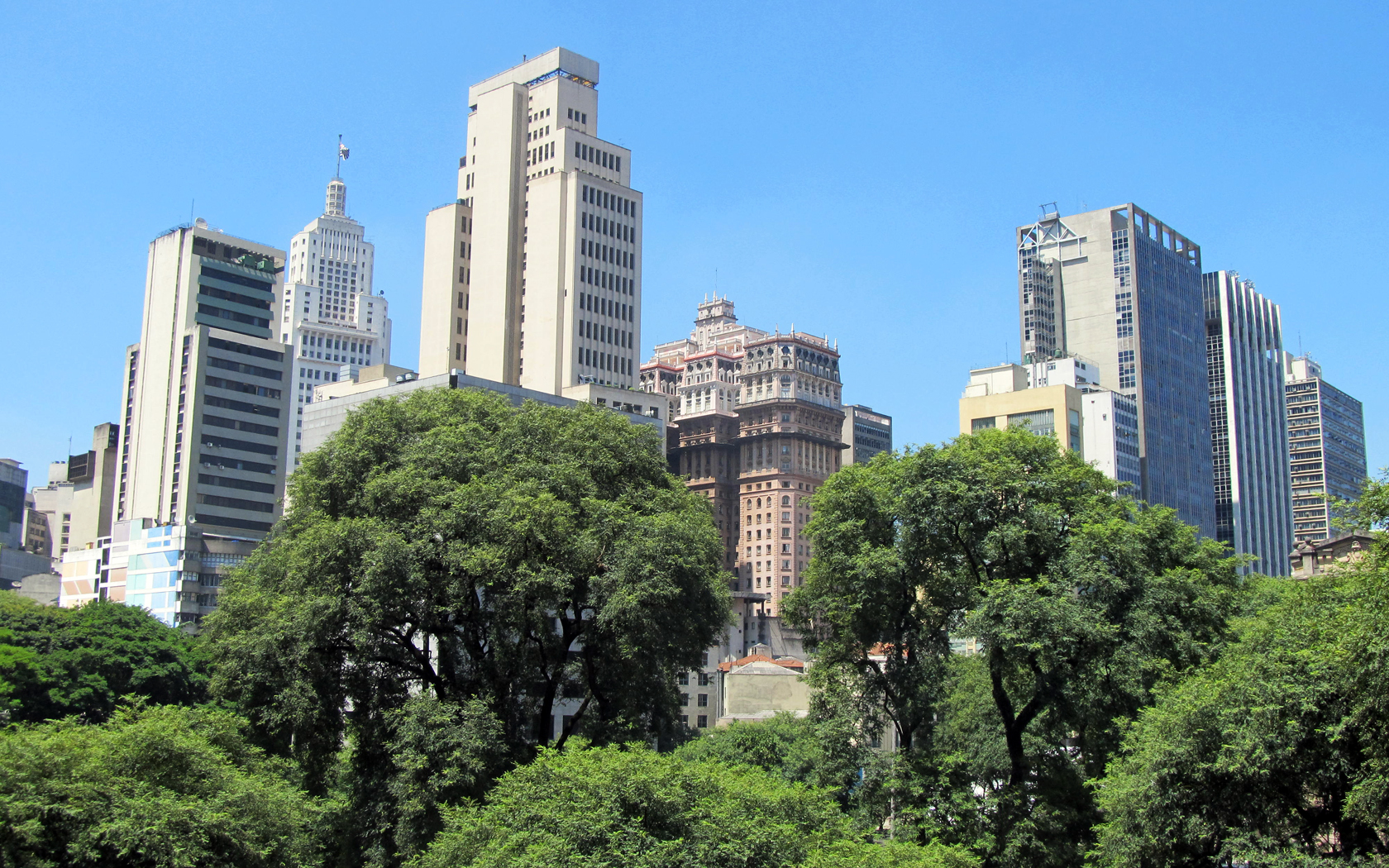
Zona Central de São Paulo, com destaque aos edifícios Altino Arantes, Martinelli e Banco do Brasil

Oficialmente, a zona central é delimitada pelos distritos da Subprefeitura da Sé. No entanto, a percepção social daquilo que se chama "centro de São Paulo" varia e eventualmente inclui outras áreas do município. Até a criação da subprefeitura da Sé, a noção de "centro" equivalia à região da antiga Administração Regional da Sé, que também incluía os distritos do Brás e do Pari - atualmente englobados pela Subprefeitura da Mooca -, interpretação que também é encontrada atualmente.
A noção de "área central de São Paulo", porém, é mais ampla a depender do estudo que é feito a respeito da região e pode incluir pontos como os centros financeiros da Avenida Paulista e da Avenida Berrini. Para Villaça, chama-se de "área de concentração das camadas de alta renda" a região do município que engloba todas as centralidades que são historicamente chamadas de "centro" e cujas imagens são de tempos em tempos ideologicamente associadas à própria imagem do município. Esta região, que poderia ser entendida como o centro metropolitano de São Paulo, também é chamada de "vetor sudoeste" e concentra a maior parte da renda, dos empregos e da atuação do Estado no município.

## Degradação e revitalização

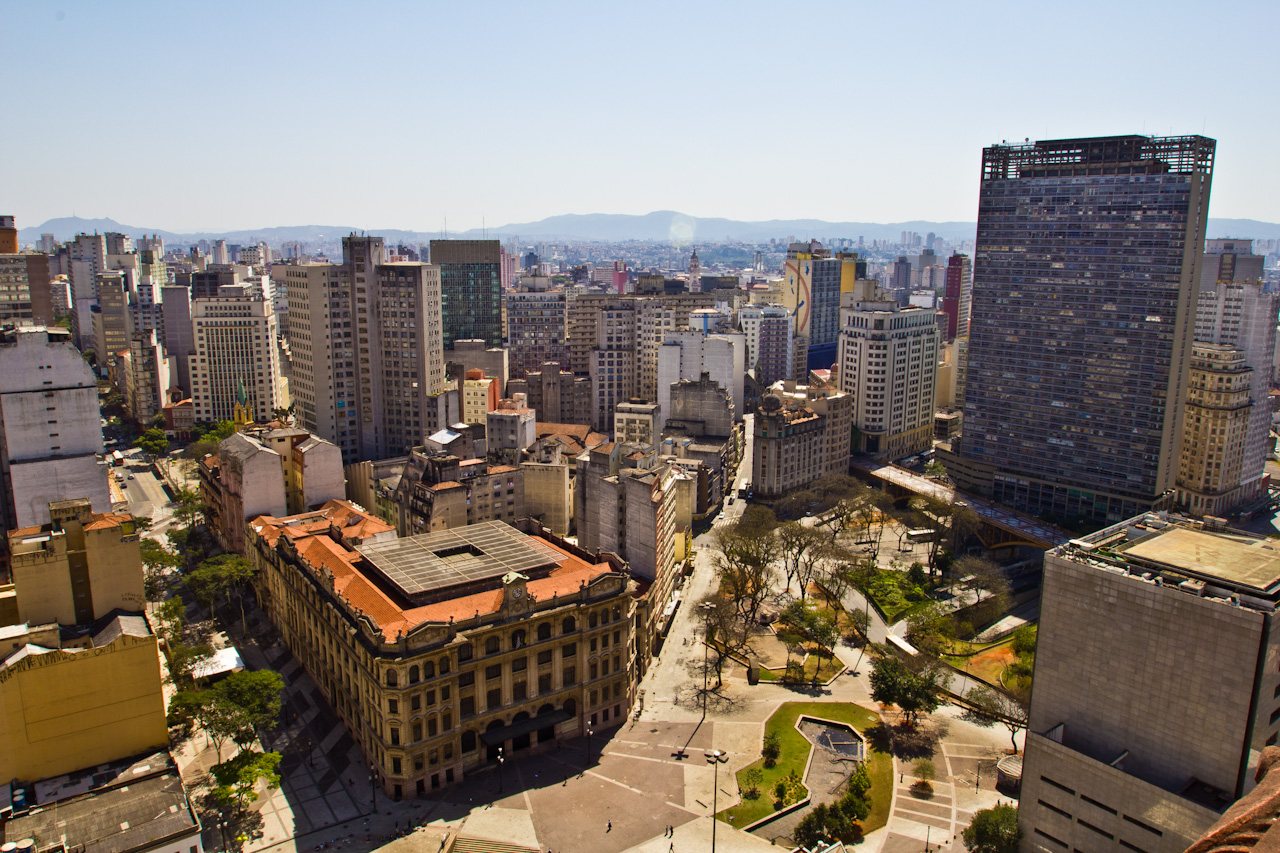
Vale do Anhangabaú, no Centro, com destaque para o Palácio dos Correios à esquerda e para o Mirante do Vale e o Viaduto Santa Ifigênia à direita

O centro de São Paulo foi também o principal distrito financeiro do município até aproximadamente a segunda metade do século XX. A partir da década de 1970, por vários erros de sucessivos governos municipais e pelo desenvolvimento de outras áreas da município, muitas empresas começaram a se mudar para outros distritos do município. Novos centros financeiros começaram a surgir pelo município e a sede de órgãos do governo do estado de São Paulo deixaram a região, como a transferência sua sede para o Palácio dos Bandeirantes no distrito do Morumbi (Zona Oeste de São Paulo). Com o forte processo de degradação urbana e de queda na qualidade de vida da região, a maioria das pessoas de alta e média renda, além de artistas e intelectuais que viviam na região, também começaram a mudar-se para outras áreas do município, resultando no agravamento da decadência da região central da cidade. O intenso processo de esvaziamento e degradação urbana na região trouxe várias consequências como o aumento das taxas de delinquência, economia informal, atos de vandalismo, falta de investimento privado em novos imóveis, depredação do patrimônio histórico, especulação imobiliária, prostituição, aumento no número de mendigos e consumo de drogas.
No início da década de 1990 começaram a surgir as primeiras intenções e movimentos por parte da sociedade (como a associação "Viva o Centro") e do governo (municipal e estadual) que tratavam da recuperação social, econômica, turística e cultural da região, iniciando um lento, porém constante, processo de revitalização. Vários centros culturais foram criados ou recuperados, como a Pinacoteca do Estado de São Paulo, a Estação da Luz, o Museu da Língua Portuguesa, a Estação Júlio Prestes, a Sala São Paulo, o Teatro Municipal de São Paulo, o Mercado Municipal de São Paulo, o Palácio das Indústrias, o Museu Catavento, entre outros.
Em 2009 foi criada uma nova forma de vigilância dos espaços públicos para esta zona do município, denominada "Aliança pelo Centro Histórico de São Paulo" que inclui esforços da prefeitura do município, da associação "Viva o Centro" e das empresas privadas da região. O projeto "Aliança pelo centro histórico" tem o objetivo de proporcionar a qualidade total dos serviços públicos como: a segurança, a iluminação e a limpeza das ruas e praças e outros mais.
Outra importante iniciativa de recuperação da região central de São Paulo é o Projeto Nova Luz, criado pela prefeitura em 2004 e iniciado em 2005, tem por objetivo reformular por completo a área da atual "Cracolândia", local bastante degradado no centro da cidade, conhecido por ser ponto de tráfico e uso de drogas.

## Características sociais

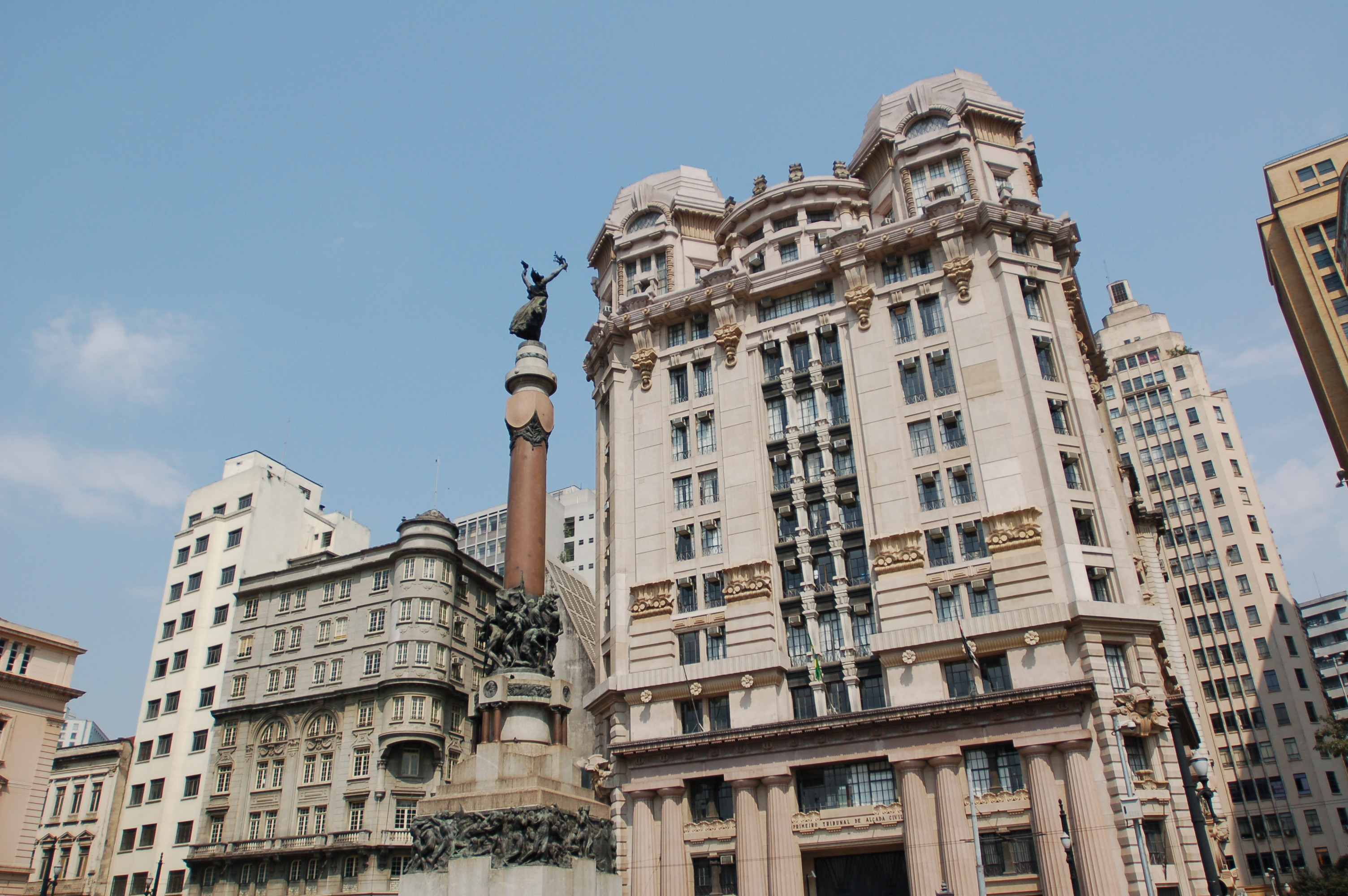
Monumento situado no centro do Pátio do Colégio

Teatro Municipal de São Paulo

Avenida Prestes Maia, parte de um complexo viário construído sob a praça do Vale do Anhangabaú.

A população total da área de administração da subprefeitura da Sé, segundo o censo de 2010, é de 431 106 habitantes, sendo a administração menos populosa do município, ainda que seja aquela com a maior oferta de equipamentos públicos e empregos. Contudo, nos anos 2000, houve reversão do declínio populacional, com aumento de 15% do número de habitantes no período. Segundo dados do Instituto Brasileiro de Geografia e Estatística e da Fundação Sistema Estadual de Análise de Dados, a cada ano da década de 1990 a zona central de São Paulo apresentou uma taxa negativa de crescimento demográfico que chegou a -5 por cento ao ano. Esse fator contribuiu para aquilo que se convencionou chamar de "degradação" da região, pois, segundo alguns especialistas em estudos urbanos, com o afastamento das elites paulistanas das áreas centrais, ocorreu juntamente o afastamento da zeladoria pública, levando a uma sensação de "abandono".
| Distrito      | População (2010) | IDH (2000) |
| ------------- | ---------------- | ---------- |
| Santa Cecília | 83 717 hab.      | 0,930      |
| Bela Vista    | 69 460 hab.      | 0,940      |
| Liberdade     | 69 092 hab.      | 0,936      |
| Consolação    | 57 365 hab.      | 0,950      |
| República     | 56 981 hab.      | 0,901      |
| Cambuci       | 36 948 hab.      | 0,903      |
| Bom Retiro    | 33 892 hab.      | 0,864      |
| Sé            | 23 651 hab.      | 0,858      |

Apesar de apresentar uma renda da média superior a de outras regiões do município, possui uma grande quantidade de moradores de rua e bolsões de pobreza, como a região da "Cracolândia" (a qual tem sido recentemente alvo de um processo de "revitalização" por parte da prefeitura, o qual é acusado por especialistas de tentar promover "higienização social" e a gentrificação).
É ponto de entroncamento das vias principais do município, e também a região mais bem servida de transporte público no município, sendo atendida por todas as linhas de metrô, com exceção da Linha 5. É também a sede de algumas das principais instituições de ensino superior do município, como a Universidade Mackenzie, a Fundação Armando Álvares Penteado (FAAP) e unidades da Universidade de São Paulo, como a Faculdade de Direito, o Centro Universitário MariAntonia e a sede dos cursos de pós-graduação da Faculdade de Arquitetura e Urbanismo.

### Bibliográficas
- FRÚGOLI Jr, Heitor; Centralidade em São Paulo; São Paulo: Edusp, 2001
- VILLAÇA, Flávio; Espaço intra-urbano no Brasil; São Paulo: Studio Nobel, 1998
- ___; A responsabilidade das elites e a decadência dos centros de São Paulo e Rio., não publicado, 1993, disponível em
- FELDMAN, Sarah; São Paulo: Qual Centro?. In: Schicchi, Maria Cristina; Benfatti, Denio. (Org.). Urbanismo: Dossiê São Paulo-Rio. São Paulo: Oculum ensaios, 2004, v. 01, p. 37-50.